# Hap Emms
Leighton Emms, dit Hap Emms, (né le 16 janvier 1905 à Barrie au Canada — mort le 23 octobre 1988) est un joueur professionnel, entraîneur et dirigeant canadien de hockey sur glace qui évoluait au poste d'ailier gauche. Bien qu'ayant joué eu une carrière de 19 années professionnelles, il s'est essentiellement illustré comme dirigeant et propriétaire de différentes équipes,.

## Biographie
Emms commence sa carrière de joueur professionnel en 1926 avec les Maroons de Montréal. Il évolue ensuite pour diverses équipes dont cinq de la Ligue nationale de hockey et participe notamment à la finale perdue par les Red Wings de Détroit en 1934. En 1939, il rejoint les Knights d'Omaha dont il devient entraîneur-joueur pendant trois saisons. En 1944, il devient entraîneur des Flyers de Saint-Louis et met un terme à sa carrière de joueur en 1945. Il est remplacé en cours de saison l'année suivante. Ils entraînent ensuite les Flyers de Barrie dans l'Ontario Hockey Association, qu'il mène à la victoire dans la Coupe Memorial en 1951. Il prend les commandes des Flyers de Niagara Falls en 1961 et remporte avec eux sa deuxième Coupe Memorial en 1965.
Il a également été propriétaire de plusieurs équipes et directeur-général des Bruins de Boston entre 1965 et 1967.
En 1983, il subit un accident vasculaire cérébral qui le rend incapable de marcher et de parler et il décède en 1988 d'un arrêt cardiaque.
Trois trophées portent son nom : dans la Ligue de hockey de l'Ontario, le trophée Emms est remis annuellement à la franchise de hockey sur glace de la ligue de hockey de l'Ontario championne de la division Centrale et le trophée de la famille Emms récompense chaque année le meilleur débutant ; le trophée Hap Emms est quant à lui remis au meilleur gardien de but de la Coupe Memorial de la Ligue canadienne de hockey.

## Statistiques
Pour les significations des abréviations, voir Statistiques du hockey sur glace.

### Joueur
| Saison     | Équipe                 | Ligue      |     | Saison régulière | Saison régulière | Saison régulière | Saison régulière | Saison régulière |   | Séries éliminatoires | Séries éliminatoires | Séries éliminatoires | Séries éliminatoires | Séries éliminatoires |
| Saison     | Équipe                 | Ligue      | PJ  | B                | A                | Pts              | Pun              | PJ               | B | A                    | Pts                  | Pun                  |                      |                      |
| 1921-1924  | Colts de Barrie        | OHA-Jr.    |     |                  |                  |                  |                  |                  |   |                      |                      |                      |                      |                      |
| 1924-1925  | Midland Hockey Club    | OHA-Jr.    |     |                  |                  |                  |                  |                  |   |                      |                      |                      |                      |                      |
| 1925-1926  | Brantford Seniors      | OHA-Sr.    |     |                  |                  |                  |                  |                  |   |                      |                      |                      |                      |                      |
| 1926-1927  | Maroons de Montréal    | LNH        | 8   | 0                | 0                | 0                | 0                |                  |   |                      |                      |                      |                      |                      |
| 1926-1927  | Nationals de Stratford | Can-Pro    | 25  | 11               | 5                | 16               | 59               | 2                | 0 | 0                    | 0                    | 2                    |                      |                      |
| 1927-1928  | Maroons de Montréal    | LNH        | 10  | 0                | 1                | 1                | 10               |                  |   |                      |                      |                      |                      |                      |
| 1927-1928  | Nationals de Stratford | Can-Pro    | 29  | 8                | 5                | 13               | 56               | 5                | 1 | 0                    | 1                    | 20                   |                      |                      |
| 1928-1929  | Bulldogs de Windsor    | Can-Pro    | 42  | 21               | 5                | 26               | 104              | 8                | 6 | 3                    | 9                    | 30                   |                      |                      |
| 1929-1930  | Bulldogs de Windsor    | LIH        | 38  | 21               | 16               | 37               | 107              |                  |   |                      |                      |                      |                      |                      |
| 1930-1931  | Americans de New York  | LNH        | 44  | 5                | 4                | 9                | 56               |                  |   |                      |                      |                      |                      |                      |
| 1931-1932  | Americans de New York  | LNH        | 13  | 1                | 0                | 1                | 11               |                  |   |                      |                      |                      |                      |                      |
| 1931-1932  | Eagles de New Haven    | Can-Am     | 5   | 0                | 0                | 0                | 8                |                  |   |                      |                      |                      |                      |                      |
| 1931-1932  | Falcons de Détroit     | LNH        | 20  | 5                | 9                | 14               | 27               | 2                | 0 | 0                    | 0                    | 2                    |                      |                      |
| 1932-1933  | Red Wings de Détroit   | LNH        | 43  | 9                | 13               | 22               | 63               | 4                | 0 | 0                    | 0                    | 8                    |                      |                      |
| 1933-1934  | Red Wings de Détroit   | LNH        | 45  | 7                | 7                | 14               | 51               | 8                | 0 | 0                    | 0                    | 2                    |                      |                      |
| 1934-1935  | Bruins de Boston       | LNH        | 11  | 1                | 1                | 2                | 8                |                  |   |                      |                      |                      |                      |                      |
| 1934-1935  | Americans de New York  | LNH        | 28  | 2                | 2                | 4                | 19               |                  |   |                      |                      |                      |                      |                      |
| 1935-1936  | Americans de New York  | LNH        | 32  | 1                | 5                | 6                | 12               |                  |   |                      |                      |                      |                      |                      |
| 1936-1937  | Americans de New York  | LNH        | 46  | 4                | 8                | 12               | 48               |                  |   |                      |                      |                      |                      |                      |
| 1937-1938  | Americans de New York  | LNH        | 20  | 1                | 3                | 4                | 6                |                  |   |                      |                      |                      |                      |                      |
| 1937-1938  | Hornets de Pittsburgh  | IAHL       | 26  | 5                | 13               | 18               | 39               | 2                | 1 | 1                    | 2                    | 0                    |                      |                      |
| 1938-1939  | Hornets de Pittsburgh  | IAHL       | 55  | 9                | 26               | 35               | 62               |                  |   |                      |                      |                      |                      |                      |
| 1939-1940  | Knights d'Omaha        | AHA        | 48  | 18               | 15               | 33               | 93               | 9                | 0 | 4                    | 4                    | 0                    |                      |                      |
| 1940-1941  | Knights d'Omaha        | AHA        | 27  | 7                | 11               | 18               | 31               |                  |   |                      |                      |                      |                      |                      |
| 1941-1942  | Knights d'Omaha        | AHA        | 26  | 2                | 5                | 7                | 40               |                  |   |                      |                      |                      |                      |                      |
|            |                        |            |     |                  |                  |                  |                  |                  |   |                      |                      |                      |                      |                      |
| 1944-1945  | Flyers de Saint-Louis  | LAH        | 2   | 0                | 0                | 0                | 0                |                  |   |                      |                      |                      |                      |                      |
| Totaux LNH | Totaux LNH             | Totaux LNH | 320 | 36               | 53               | 89               | 311              | 14               | 0 | 0                    | 0                    | 12                   |                      |                      |

### Entraîneur
| Saison    | Équipe                  | Ligue |    | PJ | V  | D  | N    | %V                          | Séries éliminatoires |
| --------- | ----------------------- | ----- | -- | -- | -- | -- | ---- | --------------------------- | -------------------- |
| 1939-1940 | Knights d'Omaha         | AHA   | 48 | 25 | 23 | 0  | 52,1 |                             |                      |
| 1940-1941 | Knights d'Omaha         | AHA   | 48 | 24 | 24 | 0  | 50,0 |                             |                      |
| 1941-1942 | Knights d'Omaha         | AHA   | 48 | 24 | 20 | 6  | 54,0 |                             |                      |
| 1944-1945 | Flyers de Saint-Louis   | LAH   | 60 | 14 | 38 | 8  | 30,0 | Non qualifiés               |                      |
| 1945-1946 | Flyers de Saint-Louis   | LAH   | 5  | 1  | 4  | 0  | 20,0 | Remplacé en cours de saison |                      |
| 1946-1947 | Flyers de Barrie        | OHA   | 35 | 17 | 16 | 2  | 51,4 |                             |                      |
| 1947-1948 | Flyers de Barrie        | OHA   | 36 | 23 | 13 | 0  | 63,9 |                             |                      |
| 1949-1950 | Flyers de Barrie        | OHA   | 54 | 38 | 14 | 2  | 72,2 |                             |                      |
| 1950-1951 | Flyers de Barrie        | OHA   | 35 | 17 | 16 | 2  | 51,4 |                             |                      |
| 1951-1952 | Flyers de Barrie        | OHA   | 53 | 22 | 30 | 1  | 42,5 |                             |                      |
| 1953-1954 | Flyers de Barrie        | OHA   | 59 | 25 | 33 | 1  | 43,2 |                             |                      |
| 1954-1955 | Flyers de Barrie        | OHA   | 49 | 18 | 31 | 0  | 36,7 |                             |                      |
| 1955-1956 | Flyers de Barrie        | OHA   |    | 48 | 20 | 25 | 3    | 44,8                        |                      |
| 1956-1957 | Flyers de Barrie        | OHA   |    | 52 | 13 | 37 | 2    | 26,9                        |                      |
| 1957-1958 | Flyers de Barrie        | OHA   |    | 51 | 18 | 29 | 4    | 39,2                        |                      |
| 1959-1960 | Flyers de Barrie        | OHA   |    | 48 | 24 | 18 | 6    | 56,3                        |                      |
| 1960-1961 | Flyers de Niagara Falls | OHA   |    | 48 | 22 | 21 | 5    | 51,0                        |                      |
| 1961-1962 | Flyers de Niagara Falls | OHA   |    | 50 | 16 | 23 | 11   | 43,0                        |                      |
| 1962-1963 | Flyers de Niagara Falls | OHA   |    | 50 | 31 | 12 | 7    | 69,0                        |                      |
| 1963-1964 | Flyers de Niagara Falls | OHA   |    | 56 | 26 | 22 | 8    | 53,6                        |                      |
| 1964-1965 | Flyers de Niagara Falls | OHA   |    | 56 | 36 | 11 | 9    | 72,3                        |                      |